# MediaHighway
 (novembre 2022).
Si vous disposez d'ouvrages ou d'articles de référence ou si vous connaissez des sites web de qualité traitant du thème abordé ici, merci de compléter l'article en donnant les références utiles à sa vérifiabilité et en les liant à la section « Notes et références ».
MediaHighway est la dénomination commerciale donnée à une solution logicielle d'applications multimédias développée par la société HyperPanel Lab (anciennement Cojyp) délivrant des services interactifs pour la télévision numérique et principalement la norme DVB.

## Contexte historique
Au début des années 1990, la plateforme logicielle HyperPanel OS est constitué de deux éléments combinés :
- le middleware « runtime HyperPanel », fonctionnant sur un PC, sur une station de travail ou un terminal dédié ;
- le logiciel « edit HyperPanel », permettant de programmer des applications pouvant s’exécuter dans une cible équipée de « runtime HyperPanel ».
La première implémentation de cette suite logicielle est réalisée durant les années 1990, dans le cadre de la mise en œuvre d’une plateforme d’enseignement d’interprétation assisté par ordinateur destiné aux images du satellite SPOT. La première réalisation dans le domaine civil est un serveur d’images fixes réalisé pour les jeux olympiques de Barcelone en 1992. Uultérieuement, l'offre destinée au secteur de la télévision numérique interactive est basée sur le « runtime HyperPanel » et « l’edit HyperPanel » : le « runtime » est l’outil d’exécution dans la set-top box et « l’edit » est l’outil de développement d’applications interactives.
HyperPanel Lab commercialise les licences de cette solution logicielle en décembre 1994, auprès du groupe Canal+.
En avril 1996, Canalsatellite, filiale du groupe Canal+, inaugure la première télévision numérique interactive payante par satellite avec voie de retour et équipée d’un lecteur de carte bancaire Visa. Les récepteurs numériques (décodeurs) intègrent la technologie permettant la création et l’exécution d’applications numériques interactives téléchargeables. À la fin des années 1990, MediaHighway est adopté par d'autres opérateurs.
Cette première version basée sur le runtime HyperPanel est commercialement exploitée ultérieurement par le groupe Canal+ en deux services distincts : MediaHighway pour la partie middleware interactif et MediaGuard pour la partie contrôle d’accès que gèrera la filiale Canal+ Technologies.
En septembre 2002, Canal+ vend sa filiale Canal+ Technologie à Technicolor (anciennement Thomson Multimédia).
En décembre 2003, MediaHighway est d'une part revendu à NDS et MediaGuard est revendu au groupe Kudelski.
En mars 2012 NDS vend la technologie à la société CISCO avant que cette société la revende au fonds PERMIRA.

## Description technique
La solution développée par la société HyperPanel Lab permet d'exploiter un logiciel présenté comme évolutif dans les décodeurs. En particulier, il est possible de modifier la présentation des informations au spectateur ainsi que la manière d'interagir avec le décodeur. L'avantage principal du runtime développé en 1990 est basé sur l'interopérabilité matérielle. Ainsi, la même application logicielle est capable de s'exécuter sur tous types d'équipement ou circuits (processeurs et circuits périphériques distincts) en produisant les mêmes résultats. L'opérateur de diffusion peut ainsi adapter et harmoniser ses menus interactifs conformément à sa propre charte graphique, indépendamment du type de terminal de réception et avec la possibilité de mise à jour ou « rafraichissement » instantanés.